# Tadanori Yokoo
Tadanori Yokoo (横尾 忠則, Yokoo Tadanori, nascido dia 27 Junho de 1936 na cidade de Nishiwaki) é um artista, pintor e importante designer gráfico japonês e contemporâneo. Foi durante a década de 1960 que ele estabeleceu seu próprio estilo expressionista, em conjunto com a "pop art" - a forma de arte que exibia um novo tipo de realismo e tomava seus motivos de imagens comuns ou contemporâneas existentes nas culturas populares da América e da Inglaterra -, que começou a assumir proeminência e exercer considerável influência sobre os jovens artistas e designers japoneses da época.
A pop art foi um dos chamados movimentos artísticos anti-arte nascidos no contexto da arte moderna que criticava o esteticismo subjetivo inerente ao expressionismo abstrato que floresceu na década de 1950.
Os pôsteres de Yokoo, que embora reflitam a sociedade japonesa do pós-guerra, ficaram gravados em nossos cérebros como memórias inesquecíveis da época. Eles também são notáveis pelo fato de que ao invés de seguir as tendências estrangeiras, eles exibem um senso único de design gráfico japonês.
As obra de Yokoo se expandiram posteriormente para incluir uma ampla gama de campos, como pintura e literatura, mas como ele continuou a produzir pôsteres ao longo de sua carreira, o formato de pôster funciona como o núcleo de seu trabalho como artista.

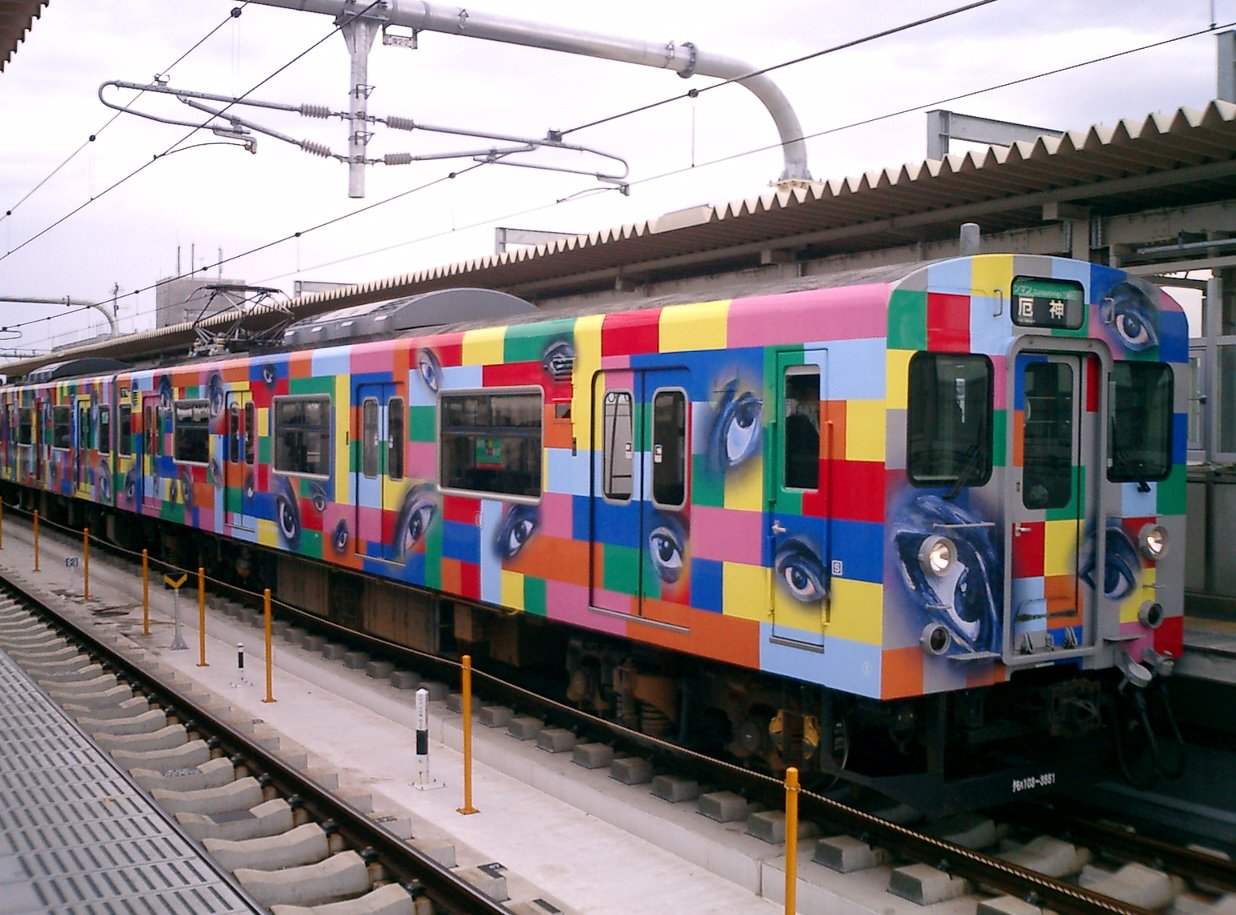
Trem com olhos desenhado por Tadanori Yokoo

## A Ilustração Pop 1964
Durante 1964, ano em que as Olimpíadas foram realizadas em Tóquio, a ilustração monocromática de Yokoo "Pop 1964" foi publicada na revista Bijutsu Techo. Paródia do pôster oficial olímpico criado por Yusaku Kamekura, a ilustração de Yokoo mostra um arranjo de quatro velocistas, cada um diferente e desenhado nos estilos de Picasso, Rouault, Buffet e Lichtenstein, respectivamente.
A ilustração inteira, que é uma declaração clara do estilo único do artista, não apenas marcou um novo começo para Tadanori Yokoo, mas também foi uma homenagem entusiástica à própria arte pop. O estilo próprio de Yokoo, que é regido pela propensão a reproduzir diretamente as imagens "pop" da cultura popular, ou fazê-lo por meio da colagem, não mudou desde a obra de seu período inicial até o presente, embora os anos 1970 tenham viu o declínio deste estilo. Portanto, traçar as mudanças nas obras de Yokoo é traçar a história pessoal de um homem, o expressionista Yokoo Tadanori, mas ao mesmo tempo, embora se possa dizer que os gostos e predileções do artista são naturalmente refletidos de forma vívida nesta coleção, também o são as mudanças nas imagens "pop" na cultura popular. 

## Livro 100 posters of Tadanori Yokoo
Os 100 cartazes da coleção "100 posters of Tadanori Yokoo" servem para olhar simultaneamente para as condições da cultura popular das décadas de 1960 a 1970 e as tendências da expressão artística nesse período. O autor desse livro é o pintor Koichi Tanigawa.
As obras de Tadanori desse período são caracterizadas por um desenho quase ingênuo, quase caricatural, combinado com referências e motivos de fontes peculiarmente japonesas, como embalagens, xilogravuras e brasões. Nesses trabalhos em forma de colagem, Tadanori percorre uma linha arriscada entre o banal e o esotérico.

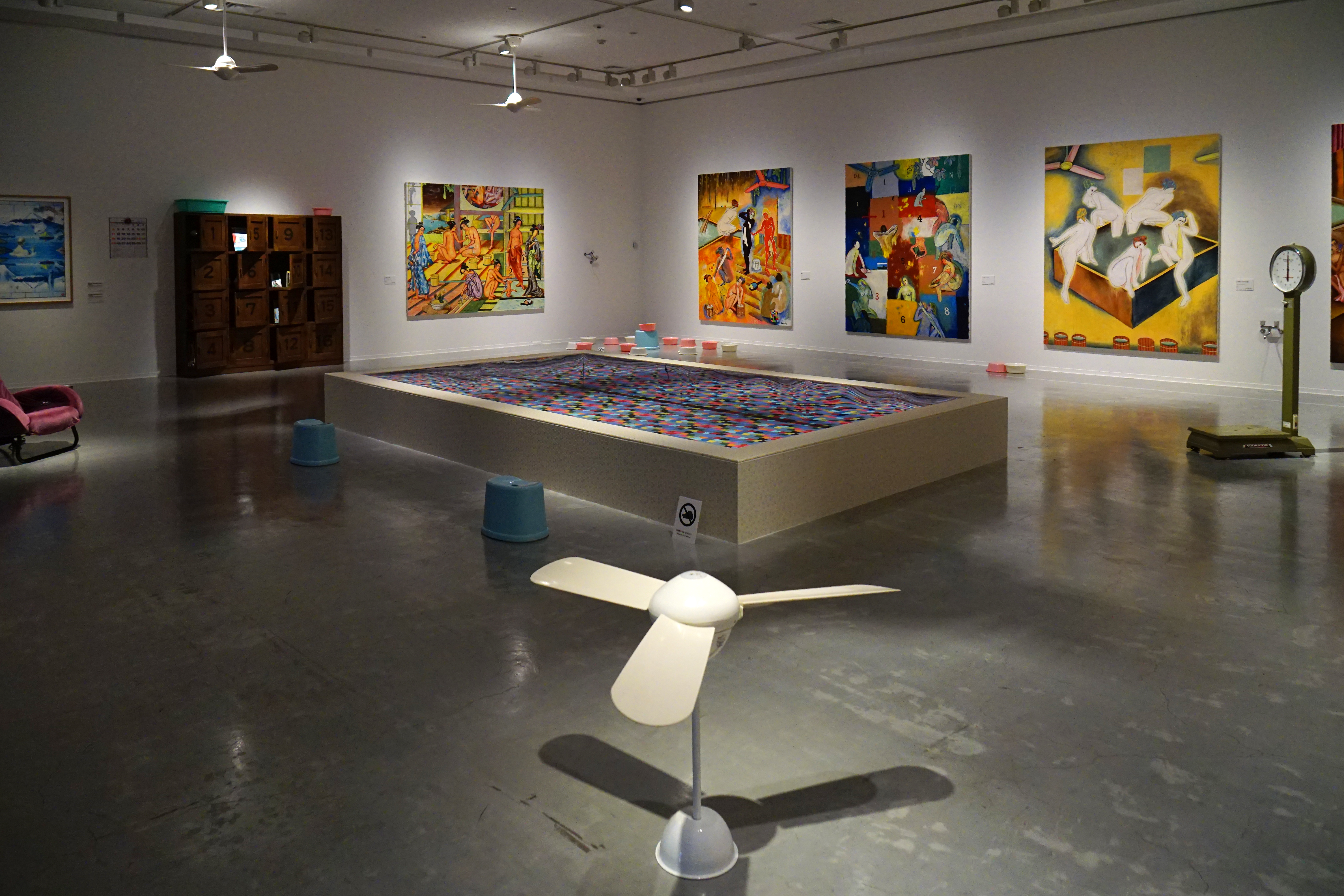
Yokoo Tadanori no Museu de Arte Contemporânea de Kobe

## Pop Art
Foi durante o final dos anos 50 e início dos anos 60 que essa forma de arte começou a assumir proeminência e exercer considerável influência sobre os jovens artistas e designers japoneses da época. Ela exibia um novo tipo de realismo e tomava seus motivos de imagens comuns ou contemporâneas existentes nas culturas populares da América e da Inglaterra. A pop art foi um dos chamados movimentos artísticos anti-arte nascidos no contexto da arte moderna que criticava o esteticismo subjetivo inerente ao expressionismo abstrato que floresceu na década de 1950 e buscava um novo esteticismo objetivo.
Mas será que a arte pop, de fato, conseguiu recuperar o significado anteriormente atribuído à arte religiosa e ao retrato? Que as obras desse gênero imediatamente possuíam significado social.  Embora tais dúvidas possam permanecer, descartar o compromisso da pop art com a sociedade como uma questão interna do mundo da arte seria desconsiderar a significativa influência exercida pela pop art e outros movimentos antiarte da década de 1960 sobre costumes, moda e design.
A arte pop, tipificada pelas obras de Warhol e Lichtenstein, ao apoderar-se de coisas reais como anúncios e histórias em quadrinhos em seus aspectos visuais e expressionistas, imbuiu a arte de uma espécie de ativação da cultura popular.
Yokoo Tadanori era exatamente um designer; um daqueles sobre quem o encontro com a arte pop teria um grande impacto. Tadanori Yokoo estabeleceu seu próprio estilo expressionista, tornando o gênero da arte pop - a absorção e o processamento de imagens "pop" na arte - seu, e fez sua estréia como designer e ilustrador progressivo.

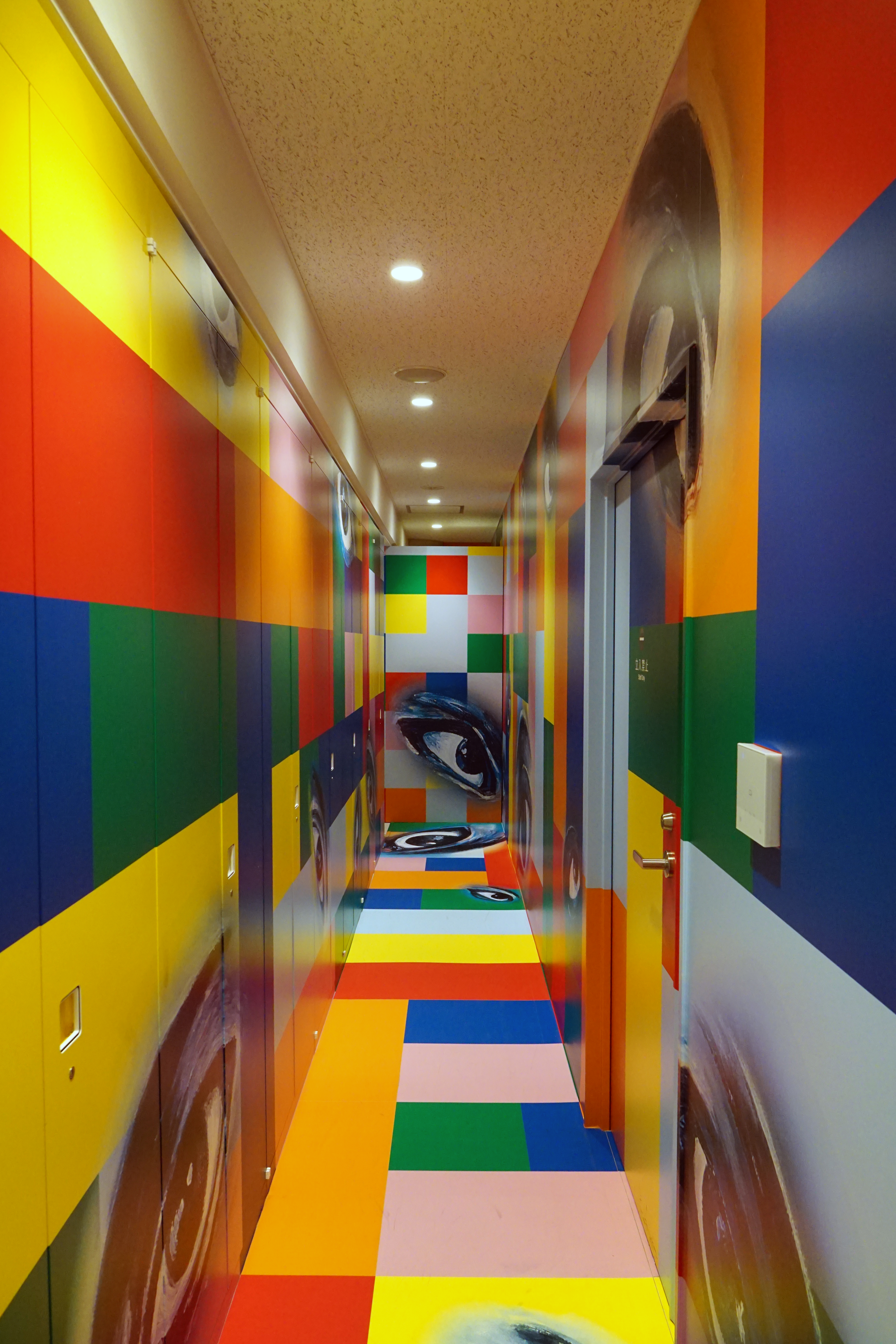
Corredor interno do Museu de Arte Contemporânea Yokoo Tadanori

## Museu de Arte Contemporânea Yokoo Tadanori
O Museu de Arte Contemporânea Yokoo Tadanori foi inaugurado em novembro de 2012 na ala oeste reformada do Ramo Oji do Museu de Arte da Prefeitura de Hyogo (anteriormente, Museu de Arte Moderna da Prefeitura de Hyogo, projetado por Murano Togo). Os principais objetivos do museu são manter a coleção de obras que foram doadas e depositadas por Yokoo Tadanori. Enquanto usa principalmente a coleção para chamar a atenção para a arte internacionalmente aclamada de Yokoo dentro e fora do Japão, o museu realiza uma gama diversificada de exposições com artistas em uma variedade de campos e temas relacionados às obras de Yokoo.
“Ele tem o status cultural e seguidores de uma estrela do rock ou estrela de cinema no Japão".

## Ligações Externas
- Site oficial de Tadanori Yokoo
- The Incredible Posters of Tadanori Yokoo
- Yokoo Tadanori Museum of Contemporary Art
- The Album Design of Yokoo Tadanori
- Works of Tadanori Yokoo
- Exhibition history of the Museum of Modern Art